# Grand Paradis
Pour les articles homonymes, voir Grand Paradis (homonymie).
Le Grand Paradis (en italien Gran Paradiso) est un sommet des Alpes italiennes occidentales situé dans la province de la Vallée d'Aoste. Son altitude est de 4 061 mètres. Il fait partie du massif du Grand-Paradis dont il est le plus haut et le seul à dépasser les 4 000 m. Il est réputé comme un des « 4 000 » des Alpes les plus accessibles. Il sert souvent de première ascension aux alpinistes débutants.

## Toponymie
Le toponyme dérive du valdôtain granta parei, qui signifie « grande paroi », qui est d'ailleurs un des noms non officiels par lesquels ce sommet est aussi connu dans le haut val de Cogne. C'est la même étymologie de la Granta Parey. Un autre nom, également non officiel, est mont Iseran.
Dans le Piémont, il est connu aussi comme « Monte del broglio ».

## Histoire
- 1860 : première ascension, le 4 septembre, par John Jermyn Cowell, W. Dundas, Michel-Ambroise Payot et Jean Tairraz[4].
- 1875 : face sud-est par Luigi Vaccarone avec A. Gramaglia et A. Castagner, le 21 août.
- 1898 : première traversée des arêtes du Grand Paradis par John Percy Farrar avec les guides Daniel Maquignaz et J. Korderbacher, le 13 août[5].

## Activités

### Ascension

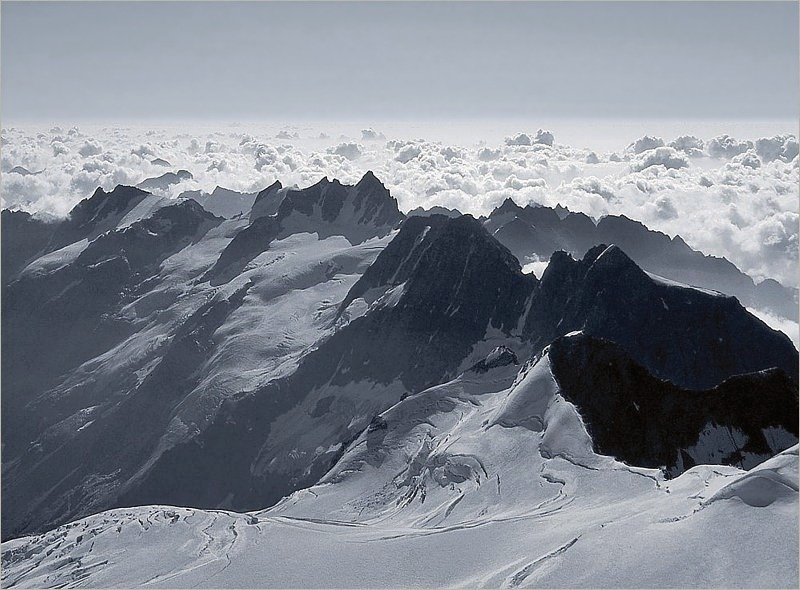
Vue au sommet.

La voie normale d'ascension est celle qui passe par le glacier du Grand Paradis, depuis le refuge Victor-Emmanuel II. Son parcours facile fait du Grand Paradis un des « 4 000 » les plus faciles des Alpes.
Sa face nord (voie Bertolone) est une grande face glaciaire cotée D (difficile). C'est une classique dans ce niveau de difficulté. À côté, et un peu plus facile, se trouve la « Petite face nord ».

### Protection environnementale
Le parc national du Grand-Paradis est également le nom d'une « réserve royale » créé par le roi Victor-Emmanuel II en 1856 pour protéger le bouquetin, alors en voie d'extinction. Ce territoire protégé est devenu un parc national en 1922. Il a inspiré la création plus tardive du parc national de la Vanoise, en France, qu'il jouxte.